# Coppa Libertadores 2025 (fase preliminare)
La fase preliminare della Copa Libertadores 2025 si è disputata tra il 4 febbraio 2025 e il 13 marzo 2025. A questa fase della competizione hanno preso parte un totale di 19 squadre, di cui 4 si sono qualificate per la successiva fase a gironi, composta da 32 squadre.

## Date
| Turno  | Sorteggio        | Andata              | Ritorno             |
| ------ | ---------------- | ------------------- | ------------------- |
| Fase 1 | 19 dicembre 2024 | 4-6 febbraio 2025   | 11-13 febbraio 2025 |
| Fase 2 | 19 dicembre 2024 | 18-20 febbraio 2025 | 25-27 febbraio 2025 |
| Fase 3 | 19 dicembre 2024 | 4-6 marzo 2025      | 11-13 marzo 2025    |

## Sorteggio
Il sorteggio della fase preliminare si è tenuto il 19 dicembre 2024 presso la sede della CONMEBOL di Luque (Paraguay), contemporaneamente al sorteggio della fase preliminare della Copa Sudamericana 2025. La composizione delle urne è stata determinata sulla base del ranking CONMEBOL ufficiale del 16 dicembre 2024, con il divieto di accoppiare due squadre dello stesso paese (ad eccezione del caso in cui l'accoppiamento sia determinato in una fase precedente). Al momento del sorteggio non erano ancora state determinate BOL 1, BOL 2 e COL 2; per questo motivo, sono state posizionate nell'ultima urna di ogni fase.

### Fase 1
Nota: tra parentesi il ranking CONMEBOL della squadra al momento del sorteggio.
| Urna 1                                                          | Urna 2                                     |
| --------------------------------------------------------------- | ------------------------------------------ |
| - Alianza Lima (50) - El Nacional (68) - Defensor Sporting (75) | - Nacional (85) - Monagas (99) - Bolivia 4 |

### Fase 2
| Urna 1 | Urna 2                                                                                               |
| --- | --- |
| - Boca Juniors (3) - Corinthians (18) - Cerro Porteño (20) - Barcelona (28) - Santa Fe (45) - Melgar (51) - Bahia (77) - Ñublense (90) | - Deportes Iquique (152) - Boston River (206) - Universidad Central (–) - Bolivia 3 - Colombia 3 o 4 |

### Tabellone

#### Parte 1
|  | Fase 1 6-13 febbraio 2025 | Fase 1 6-13 febbraio 2025 | Fase 1 6-13 febbraio 2025 | Fase 1 6-13 febbraio 2025 | Fase 1 6-13 febbraio 2025 |  |  | Fase 2 19-26 febbraio 2025 | Fase 2 19-26 febbraio 2025 | Fase 2 19-26 febbraio 2025 | Fase 2 19-26 febbraio 2025 | Fase 2 19-26 febbraio 2025 |             |   | Fase 3 5-12 marzo 2025 | Fase 3 5-12 marzo 2025 | Fase 3 5-12 marzo 2025 | Fase 3 5-12 marzo 2025 | Fase 3 5-12 marzo 2025 |  |
|  |                           |                           |                           |                           |                           |  |  |                            |                            |                            |                            |                            |             |   |                        |                        |                        |                        |                        |  |
|  |                           |                           |                           |                           |                           |  |  | Universidad Central        | Universidad Central        | 1                          | 2                          | 3                          |             |   |                        |                        |                        |                        |                        |  |
|  |                           |                           |                           |                           |                           |  |  | Corinthians                | Corinthians                | 1                          | 3                          | 4                          |             |   |                        |                        |                        |                        |                        |  |
|  |                           |                           |                           |                           |                           |  |  |                            |                            |                            |                            |                            |             |   | Barcelona SC           | Barcelona SC           | Barcelona SC           | Barcelona SC           | 3                      |  |
|  |                           |                           |                           |                           |                           |  |  |                            |                            | Corinthians                | Corinthians                | Corinthians                | Corinthians | 0 |                        |                        |                        |                        |                        |  |
|  |                           |                           |                           |                           |                           |  |  | El Nacional                | El Nacional                | 0                          | 1                          | 1                          |             |   |                        |                        |                        |                        |                        |  |
|  | Blooming                  | Blooming                  | 3                         | 1                         | 4 (3)                     |  |  | Barcelona SC               | Barcelona SC               | 1                          | 1                          | 2                          |             |   |                        |                        |                        |                        |                        |  |
|  | El Nacional (dtr)         | El Nacional (dtr)         | 2                         | 2                         | 4 (4)                     |  |  |                            |                            |                            |                            |                            |             |   |                        |                        |                        |                        |                        |  |

#### Parte 2
|  | Fase 1 6-13 febbraio 2025 | Fase 1 6-13 febbraio 2025 | Fase 1 6-13 febbraio 2025 | Fase 1 6-13 febbraio 2025 | Fase 1 6-13 febbraio 2025 |  |  | Fase 2 19-26 febbraio 2025 | Fase 2 19-26 febbraio 2025 | Fase 2 19-26 febbraio 2025 | Fase 2 19-26 febbraio 2025 | Fase 2 19-26 febbraio 2025 |   |   | Fase 3 5-12 marzo 2025 | Fase 3 5-12 marzo 2025 | Fase 3 5-12 marzo 2025 | Fase 3 5-12 marzo 2025 | Fase 3 5-12 marzo 2025 |  |
|  |                           |                           |                           |                           |                           |  |  |                            |                            |                            |                            |                            |   |   |                        |                        |                        |                        |                        |  |
|  |                           |                           |                           |                           |                           |  |  | Dep. Iquique (dtr)         | Dep. Iquique (dtr)         | 2                          | 1                          | 3 (2)                      |   |   |                        |                        |                        |                        |                        |  |
|  |                           |                           |                           |                           |                           |  |  | Ind. Santa Fe              | Ind. Santa Fe              | 1                          | 2                          | 3 (1)                      |   |   |                        |                        |                        |                        |                        |  |
|  |                           |                           |                           |                           |                           |  |  |                            |                            |                            |                            |                            |   |   | Dep. Iquique           | Dep. Iquique           | 1                      | 1                      | 2                      |  |
|  |                           |                           |                           |                           |                           |  |  |                            |                            | Alianza Lima               | Alianza Lima               | 2                          | 1 | 3 |                        |                        |                        |                        |                        |  |
|  |                           |                           |                           |                           |                           |  |  | Alianza Lima (dtr)         | Alianza Lima (dtr)         | 1                          | 1                          | 2 (5)                      |   |   |                        |                        |                        |                        |                        |  |
|  | Nacional                  | Nacional                  | 1                         | 1                         | 2                         |  |  | Boca Juniors               | Boca Juniors               | 0                          | 2                          | 2 (4)                      |   |   |                        |                        |                        |                        |                        |  |
|  | Alianza Lima              | Alianza Lima              | 1                         | 3                         | 4                         |  |  |                            |                            |                            |                            |                            |   |   |                        |                        |                        |                        |                        |  |

#### Parte 3
|  | Fase 1 6-13 febbraio 2025 | Fase 1 6-13 febbraio 2025 | Fase 1 6-13 febbraio 2025 | Fase 1 6-13 febbraio 2025 | Fase 1 6-13 febbraio 2025 |  |  | Fase 2 19-26 febbraio 2025 | Fase 2 19-26 febbraio 2025 | Fase 2 19-26 febbraio 2025 | Fase 2 19-26 febbraio 2025 | Fase 2 19-26 febbraio 2025 |               |   | Fase 3 5-12 marzo 2025 | Fase 3 5-12 marzo 2025 | Fase 3 5-12 marzo 2025 | Fase 3 5-12 marzo 2025 | Fase 3 5-12 marzo 2025 |  |
|  |                           |                           |                           |                           |                           |  |  |                            |                            |                            |                            |                            |               |   |                        |                        |                        |                        |                        |  |
|  | Monagas                   | Monagas                   | 2                         | 2                         | 4                         |  |  |                            |                            |                            |                            |                            |               |   |                        |                        |                        |                        |                        |  |
|  | Defensor Sporting         | Defensor Sporting         | 0                         | 0                         | 0                         |  |  | Monagas                    | Monagas                    | 0                          | 1                          | 1                          |               |   |                        |                        |                        |                        |                        |  |
|  |                           |                           |                           |                           |                           |  |  | Cerro Porteño              | Cerro Porteño              | 4                          | 3                          | 7                          |               |   |                        |                        |                        |                        |                        |  |
|  |                           |                           |                           |                           |                           |  |  |                            |                            |                            |                            |                            |               |   | Melgar                 | Melgar                 | Melgar                 | Melgar                 | 0                      |  |
|  |                           |                           |                           |                           |                           |  |  |                            |                            | Cerro Porteño              | Cerro Porteño              | Cerro Porteño              | Cerro Porteño | 1 |                        |                        |                        |                        |                        |  |
|  |                           |                           |                           |                           |                           |  |  | Deportes Tolima            | Deportes Tolima            | 0                          | 0                          | 0                          |               |   |                        |                        |                        |                        |                        |  |
|  |                           |                           |                           |                           |                           |  |  | Melgar                     | Melgar                     | 1                          | 1                          | 2                          |               |   |                        |                        |                        |                        |                        |  |

#### Parte 4
|  | Fase 2 19-26 febbraio 2025 | Fase 2 19-26 febbraio 2025 | Fase 2 19-26 febbraio 2025 | Fase 2 19-26 febbraio 2025 | Fase 2 19-26 febbraio 2025 |  |  | Fase 3 5-12 marzo 2025 | Fase 3 5-12 marzo 2025 | Fase 3 5-12 marzo 2025 | Fase 3 5-12 marzo 2025 | Fase 3 5-12 marzo 2025 |  |
|  |                            |                            |                            |                            |                            |  |  |                        |                        |                        |                        |                        |  |
|  | The Strongest              | The Strongest              | 1                          | 0                          | 1                          |  |  |                        |                        |                        |                        |                        |  |
|  | Bahia                      | Bahia                      | 1                          | 3                          | 4                          |  |  | Boston River           | Boston River           | 0                      | 0                      | 0                      |  |
|  | Boston River               | Boston River               | 1                          | 1                          | 2                          |  |  | Bahia                  | Bahia                  | 0                      | 0                      | 1                      |  |
|  | Ñublense                   | Ñublense                   | 0                          | 1                          | 1                          |  |  |                        |                        |                        |                        |                        |  |

## Fase 1
La Fase 1 della Fase preliminar consiste in un turno con gare di andata e ritorno, disputate tra il 4 e il 13 febbraio 2025.
Alla Fase 1 hanno partecipato le 6 squadre che hanno ottenuto gli ultimi posti disponibili per Bolivia, Ecuador, Paraguay, Perù, Uruguay e Venezuela. Le 6 squadre sono state accoppiate in tre sfide, che si sono realizzate con gare di andata e ritorno. In caso di pareggio al termine delle due gare, il regolamento della manifestazione prevedeva la disputa diretta dei calci di rigore, senza passare per i tempi supplementari. Le 3 squadre vincitrici hanno ottenuto la qualificazione alla Fase 2.

### Riepilogo
| Squadra 1 | Totale          | Squadra 2         | Andata | Ritorno |
| --------- | --------------- | ----------------- | ------ | ------- |
| Blooming  | 4 - 4 (3-4 dtr) | El Nacional       | 3 - 2  | 1 - 2   |
| Nacional  | 2 - 4           | Alianza Lima      | 1 - 1  | 1 - 3   |
| Monagas   | 4 - 0           | Defensor Sporting | 2 - 0  | 2 - 0   |

### Risultati

#### El Nacional – Blooming
| Arbitro: | Mario Díaz de Vivar |

|                                      |           |                           |
| Garzón 16’ Villarroel 21’ Alaníz 37’ | Marcatori | 27’ Guisamano 57’ Ledesma |

| Arbitro: | Flavio de Souza |

|                                    |                      |                                          |
| Martínez 67’ Guisamano 75’         | Marcatori            | 19’ Spenhay                              |
| Flor Olmedo Martínez Mejía Pazmiño | Tiri di rigore 4 – 3 | Villarroel Vadalá Alaníz Spenhay Enoumba |

Permanendo il risultato di parità al termine dei tempi regolamentari (4-4), sono stati necessari i calci di rigore dai quali è uscito vincitore l'El Nacional, che in tal modo ha battuto il Blooming ed ha ottenuto la qualificazione alla Fase 2.

#### Alianza Lima – Nacional
| Arbitro: | Jhon Ospina |

|              |           |                     |
| Caballero 7’ | Marcatori | 90+9’ (rig.) Barcos |

| Arbitro: | Piero Maza |

|                                    |           |                |
| Quevedo 11’ Barcos 50’ Quevedo 55’ | Marcatori | 15’ Gaona Lugo |

Con il risultato aggregato di 4-2 in suo favore, l'Alianza Lima ha battuto il Nacional e si è qualificato alla Fase 2.

#### Defensor Sporting – Monagas
| Arbitro: | Augusto Aragón |

|                                 |           |  |
| T. Rodríguez 75’ Manríque 90+1’ | Marcatori |  |

| Arbitro: | Kevin Ortega |

|  |           |                             |
|  | Marcatori | 34’ T. Rodríguez 61’ Romero |

Con il risultato aggregato di 4-0 in suo favore, il Monagas ha battuto il Defensor Sporting e si è qualificato alla Fase 2.

## Fase 2
Alla Fase 2 partecipano 16 squadre, ovvero le 3 squadre vincenti della Fase 1 e 2 squadre da Brasile, Cile e Colombia, nonché 1 squadra da Argentina, Bolivia, Ecuador, Paraguay, Perù, Uruguay e Venezuela. Come nella Fase 1, anche in questa fase le sfide si realizzano in gara di andata e ritorno, prevedendo la disputa diretta dei calci di rigore in caso di parità al termine dei tempi regolamentari. Le 8 squadre vincitrici otterranno l'accesso alla Fase 3.

### Riepilogo
| Squadra 1           | Totale          | Squadra 2     | Andata | Ritorno |
| ------------------- | --------------- | ------------- | ------ | ------- |
| Dep. Iquique        | 3 - 3 (2-1 dtr) | Ind. Santa Fe | 2 - 1  | 1 - 2   |
| The Strongest       | 1 - 4           | Bahia         | 1 - 1  | 0 - 3   |
| Monagas             | 1 - 7           | Cerro Porteño | 0 - 4  | 1 - 3   |
| El Nacional         | 1 - 2           | Barcelona SC  | 0 - 1  | 1 - 1   |
| Universidad Central | 3 - 4           | Corinthians   | 1 - 1  | 2 - 3   |
| Deportes Tolima     | 0 - 2           | Melgar        | 0 - 1  | 0 - 1   |
| Boston River        | 2 - 1           | Ñublense      | 1 - 0  | 1 - 1   |
| Alianza Lima        | 2 - 2 (5-4 dtr) | Boca Juniors  | 1 - 0  | 1 - 2   |

### Risultati

#### Santa Fe – Deportes Iquique
| Arbitro: | Roberto Pérez |

|                          |           |              |
| Puch 35’ Puch 70’ (rig.) | Marcatori | 2’ Rodallega |

| Arbitro: | Derlis López |

|                                          |                      |                             |
| Murillo 14’ Murillo 90+7’                | Marcatori            | 6’ Pino                     |
| Albornoz Ríos Rodríguez Torres Rodallega | Tiri di rigore 1 – 2 | Dávila Salinas Fuentes Soto |

Permanendo il risultato di parità (3-3) alla fine dei tempi regolamentari, sono stati necessari i calci di rigore dai quali è uscito vincitore il Deportes Iquique, che in tal modo ha battuto l'Independiente de Santa Fe e si è qualificato alla Fase 3.

#### Bahia – The Strongest
| Arbitro: | Guillermo Guerrero |

|              |           |                  |
| Guerrero 35’ | Marcatori | 69’ Willian José |

| Arbitro: | Carlos Betancourt |

|                                            |           |  |
| Rodríguez 41’ (rig.) Ademir 45’ Ademir 63’ | Marcatori |  |

Con il risultato aggregato di 4-1 in suo favore, il Bahia ha battuto il The Strongest e si è qualificato alla Fase 3.

#### Cerro Porteño – Monagas
| Arbitro: | Darío Herrera |

|  |           |                                                    |
|  | Marcatori | 14’ Chico 33’ G. Benítez 45+3’ Domínguez 63’ Viera |

| Arbitro: | Flavio de Souza |

|                                |           |                 |
| León 19’ Morel 45+4’ Viera 51’ | Marcatori | 4’ T. Rodríguez |

Con il risultato aggregato di 7-1 in suo favore, il Cerro Porteño ha eliminato il Monagas e si è qualificato alla Fase 3.

#### Barcelona – El Nacional
| Arbitro: | Cristián Garay |

|  |           |                  |
|  | Marcatori | 75’ (aut.) Vélez |

| Arbitro: | Esteban Ostojich |

|            |           |                      |
| Rivero 68’ | Marcatori | 45+9’ (rig.) Ledesma |

Con il risultato aggregato di 2-1 in suo favore, il Barcelona de Guayaquil ha battuto l'El Nacional e si è qualificato alla Fase 3.

#### Corinthians – Universidad Central
| Arbitro: | Gustavo Tejera |

|                       |           |              |
| João Pedro 75’ (aut.) | Marcatori | 36’ Carrillo |

| Arbitro: | Wilmar Roldán |

|                                                   |           |                             |
| Yuri Alberto 3’ Matheus Bidu 40’ Yuri Alberto 89’ | Marcatori | 6’ Cuesta 45+1’ A. Martínez |

Con il risultato aggregato di 4-3 in suo favore, il Corinthians ha battuto l'Universidad Central e si è qualificato alla Fase 3.

#### Melgar – Deportes Tolima
| Arbitro: | Ramon Abatti |

|  |           |             |
|  | Marcatori | 36’ Cabrera |

| Arbitro: | Carlos Benítez |

|                       |           |  |
| Bordacahar 86’ (rig.) | Marcatori |  |

Con il risultato aggregato di 2-0 in suo favore, il Melgar ha battuto il Deportes Tolima e si è qualificato alla Fase 3.

#### Ñublense – Boston River
| Arbitro: | Ivo Méndez |

|                      |           |  |
| Gutiérrez 77’ (rig.) | Marcatori |  |

| Arbitro: | Leandro Rey Hilfer |

|              |           |            |
| Rodríguez 9’ | Marcatori | 85’ Anello |

Con il risultato aggregato di 2-1 in suo favore, il Boston River ha battuto il Ñublense e si è qualificato alla Fase 3.

#### Boca Juniors – Alianza Lima
| Arbitro: | Esteban Ostojich |

|           |           |  |
| Ceppelini | Marcatori |  |

| Arbitro: | Piero Maza |

|                                     |                      |                                           |
| Trauco 5’ (aut.) Zenón 58’          | Marcatori            | 19’ Barcos                                |
| Rojo Cavani Alarcón Giménez Velasco | Tiri di rigore 4 – 5 | Guerrero Gaibor Trauco Noriega Lavandeira |

Permanendo il risultato di parità (2-2) dopo i tempi regolamentari, sono stati necessari i calci di rigore dai quali è uscito vincitore l'Alianza Lima, che in tal modo ha battuto il Boca Juniors e si è qualificato alla Fase 3.

## Fase 3
Alla Fase 3 partecipano 8 squadre, ovvero le squadre vincenti della Fase 2. Come nella Fase 1, anche in questa fase le sfide si realizzano in gara di andata e ritorno, prevedendo la disputa diretta dei calci di rigore in caso di parità al termine dei tempi regolamentari. Le 4 squadre vincitrici otterranno l'accesso alla Fase 3, mentre le 4 squadre sconfitte passeranno a disputare la fase a gironi della Copa Sudamericana 2025.

### Riepilogo
| Squadra 1    | Totale | Squadra 2     | Andata | Ritorno |
| ------------ | ------ | ------------- | ------ | ------- |
| Dep. Iquique | 2 - 3  | Alianza Lima  | 1 - 2  | 1 - 1   |
| Boston River | 0 - 1  | Bahia         | 0 - 0  | 0 - 1   |
| Melgar       | 2 - 5  | Cerro Porteño | 0 - 1  | 2 - 4   |
| Barcelona SC | 3 - 2  | Corinthians   | 3 - 0  | 0 - 2   |

### Risultati

#### Alianza Lima – Deportes Iquique
| Arbitro: | Flavio de Souza |

|                     |           |                            |
| Zambrano 66’ (aut.) | Marcatori | 31’ Barcos 34’ E. Castillo |

| Arbitro: | Yael Falcón Pérez |

|             |           |            |
| Quevedo 42’ | Marcatori | 90’ Dávila |

Con il risultato aggregato di 3-2 in suo favore, l'Alianza Lima ha eliminato il Deportes Iquique e si è qualificato alla fase a gironi. Il Deportes Iquique è passato a disputare la fase a gironi della contemporanea Copa Sudamericana.

#### Bahia – Boston River
| Montevideo 6 marzo 2025, ore 21:30 UTC-3 Fase 3 (andata) | Boston River | 0 – 0 referto | Bahia | Estadio Centenario\| Arbitro: \| Juan Benítez \| |
| Arbitro:                                                 | Juan Benítez |               |       |                                                  |

| Arbitro: | Cristián Garay |

|                |           |  |
| Jean Lucas 58’ | Marcatori |  |

Con il risultato aggregato di 1-0 in suo favore, il Bahia ha eliminato il Boston River e si è qualificato alla fase a gironi. Il Boston River è passato a disputare la fase a gironi della contemporanea Copa Sudamericana.

#### Cerro Porteño – Melgar
| Arbitro: | Piero Maza |

|  |           |                           |
|  | Marcatori | 34’ (rig.) Piris da Motta |

| Arbitro: | Raphael Claus |

|                                             |           |                                |
| Araujo 12’ Carrizo 56’ Chico 70’ Fariña 79’ | Marcatori | 45+6’ (rig.) Martínez 89’ Liza |

Con il risultato aggregato di 5-2 in suo favore, il Cerro Porteño ha eliminato il Melgar e si è qualificato alla fase a gironi. Il Melgar è passato a disputare la fase a gironi della contemporanea Copa Sudamericana.

#### Corinthians – Barcelona
| Arbitro: | Darío Herrera |

|                                           |           |  |
| Corozo 45+2’ (rig.) Rivero 80’ Corozo 84’ | Marcatori |  |

| Arbitro: | Esteban Ostojich |

|                         |           |  |
| Torres 40’ Carrillo 84’ | Marcatori |  |

Con il risultato aggregato di 3-2 in suo favore, il Barcelona de Guayaquil ha eliminato il Corinthians e si è qualificato alla fase a gironi. Il Corinthians è passato a disputare la fase a gironi della contemporanea Copa Sudamericana.

## Verdetti
Squadre qualificate alla fase a gironi della Copa Libertadores 2025:
- Alianza Lima
- Barcelona SC
- Bahia
- Cerro Porteño

Squadre trasferite alla fase a gironi della Copa Sudamericana 2025:
- Boston River
- Corinthians
- Dep. Iquique
- Melgar